# Rathausmann (Wien)

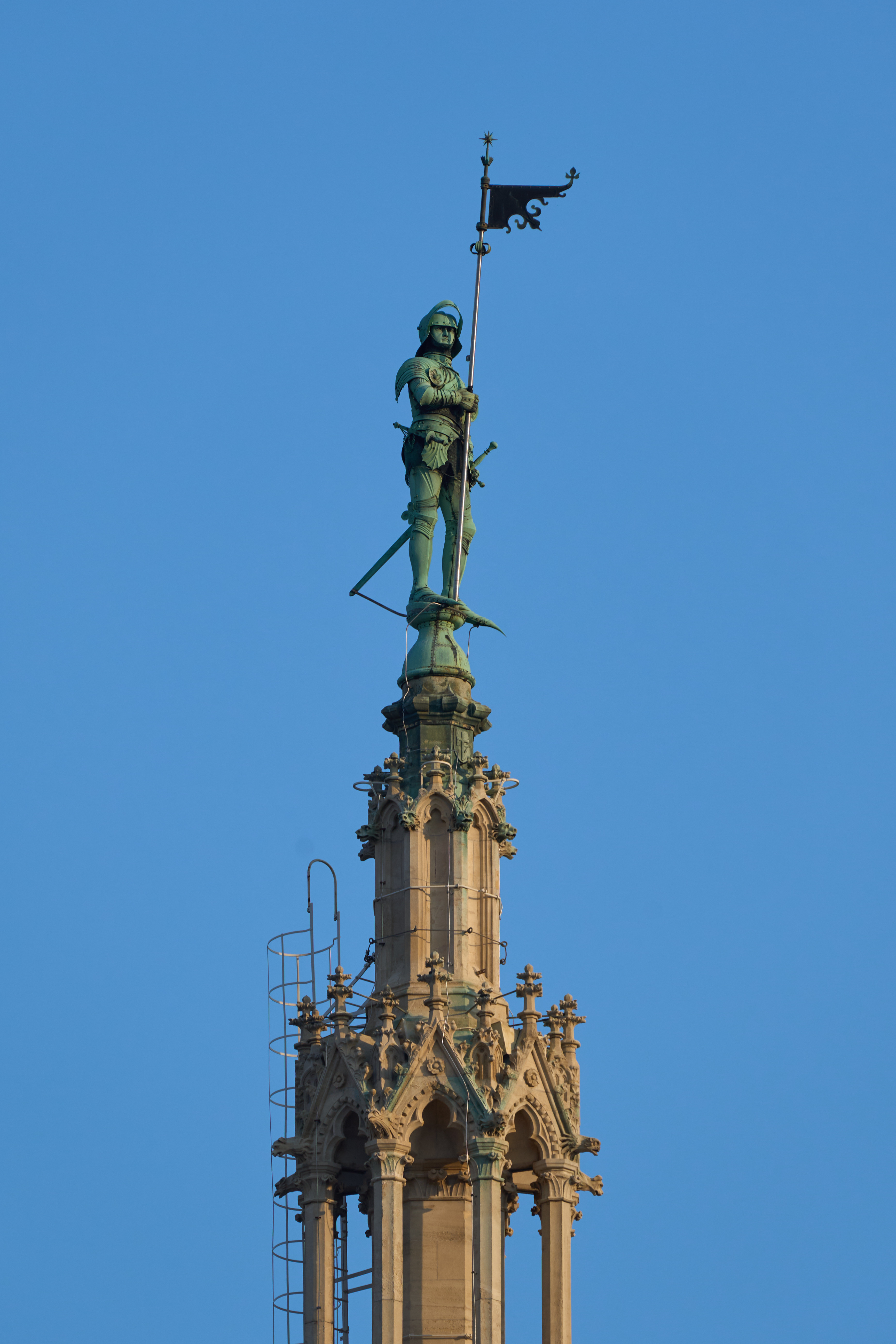
Hoch über Wien: der Rathausmann

Der auf dem mittleren Turm des Wiener Rathauses stehende Rathausmann ist ein Symbol für die Stadt Wien.
Der höchste der fünf Türme des bis in die 1960er Jahre als Neues Rathaus bezeichneten Gebäudes durfte auf Wunsch Kaiser Franz Josephs die Türme der nahe gelegenen Votivkirche (99 Meter) nicht überragen. Formell beugte sich der Architekt Friedrich von Schmidt dem kaiserlichen Wunsch und errichtete einen nur 98 Meter hohen Turm. Allerdings setzte er dann auf die Turmspitze noch die Figur eines Ritters mit Standarte und überschritt so doch noch die ihm auferlegte Grenze. Am 21. Oktober 1882 wurde als Abschluss der Gleichenfeier des Neuen Rathauses der Rathausmann mit Hilfe von Seilwinden und eines Lokomobils auf seinen Platz hoch über Wien gebracht.

## Herstellung

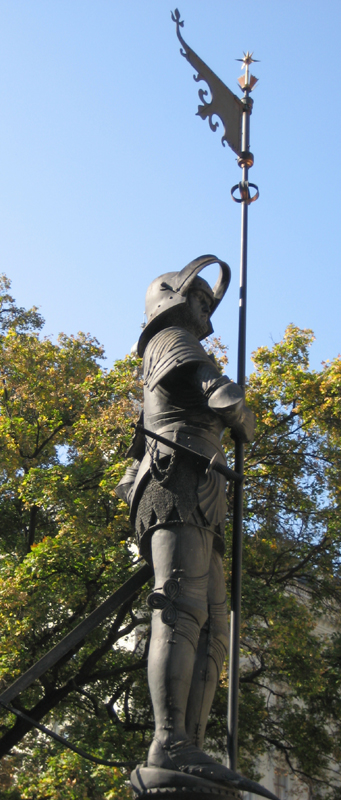
Die Kopie vor dem Rathaus

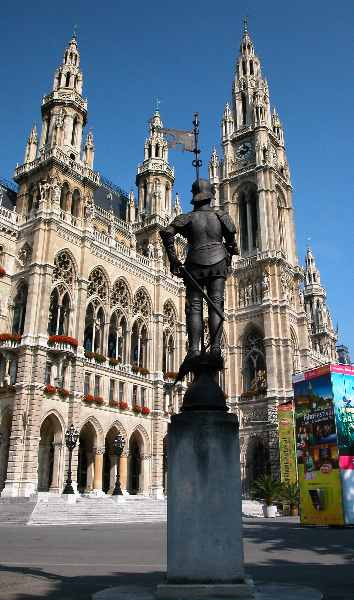
Die Kopie und das Original

Der Rathausmann war ein Geschenk des Schlossermeisters Ludwig Wilhelm an die Stadt Wien. Der Entwurf stammt von Friedrich von Schmidt, das Gipsmodell vom Bildhauer Franz Gastell. Als Vorbild für den Harnisch diente eine Rüstung von Kaiser Maximilian I. Russische Kupfermünzen wurden eingeschmolzen, und der Kunstschlosser Alexander Nehr fertigte 1882 in vier Monaten in der Werkstätte von Ludwig Wilhelm in der Hahngasse 8–10 auf dem Alsergrund (9. Bezirk) daraus den 3,4 Meter hohen Ritter aus 4 mm starkem Kupferblech (Gesamthöhe mit Fahne 5,4 Meter, Gesamtgewicht 1800 kg), der von einem stählernen Rahmen in seinem Inneren gestützt wird.
Die Figur ist mit 75 kg schweren Schrauben auf dem Sockel befestigt, in dem drei Namen und das Datum verewigt sind: Wilhelm Ludwig, Schlossermeister, Alexander Nehr, Vorarbeiter, modelliert Franz Gastell. 21. X. 1882. Da die Turmspitze fast ständig Schwankungen ausgesetzt ist und die Standarte des Rathausmannes bei Sturm bis zu 25 cm ausschwingt, bedurfte die Konstruktion einer besonderen Sicherung. Diese besteht aus einer 8 m langen und 16 cm dicken Eisenstange, die vom inneren Tragegerüst der Figur durch die Turmspitze in den Turm führt und an deren Ende als Gegengewicht eine 800 kg schwere gusseiserne Kugel befestigt ist. Dieses Pendel erhält das Gleichgewicht und sichert den Rathausmann vor dem Absturz.
1985 wurde der Rathausturm renoviert. Aus diesem Anlass wurde der Rathausmann abgenommen und in der Werkstätte der Wiener Gaswerke restauriert; bei dieser Gelegenheit wurde eine Kopie angefertigt. Der Platz des Originals ist seit dem 22. September 1985 wieder der an der Spitze des Rathauses, die Kopie steht auf einem Steinsockel im südlichen Teil des Rathausparks auf dem Rathausplatz.

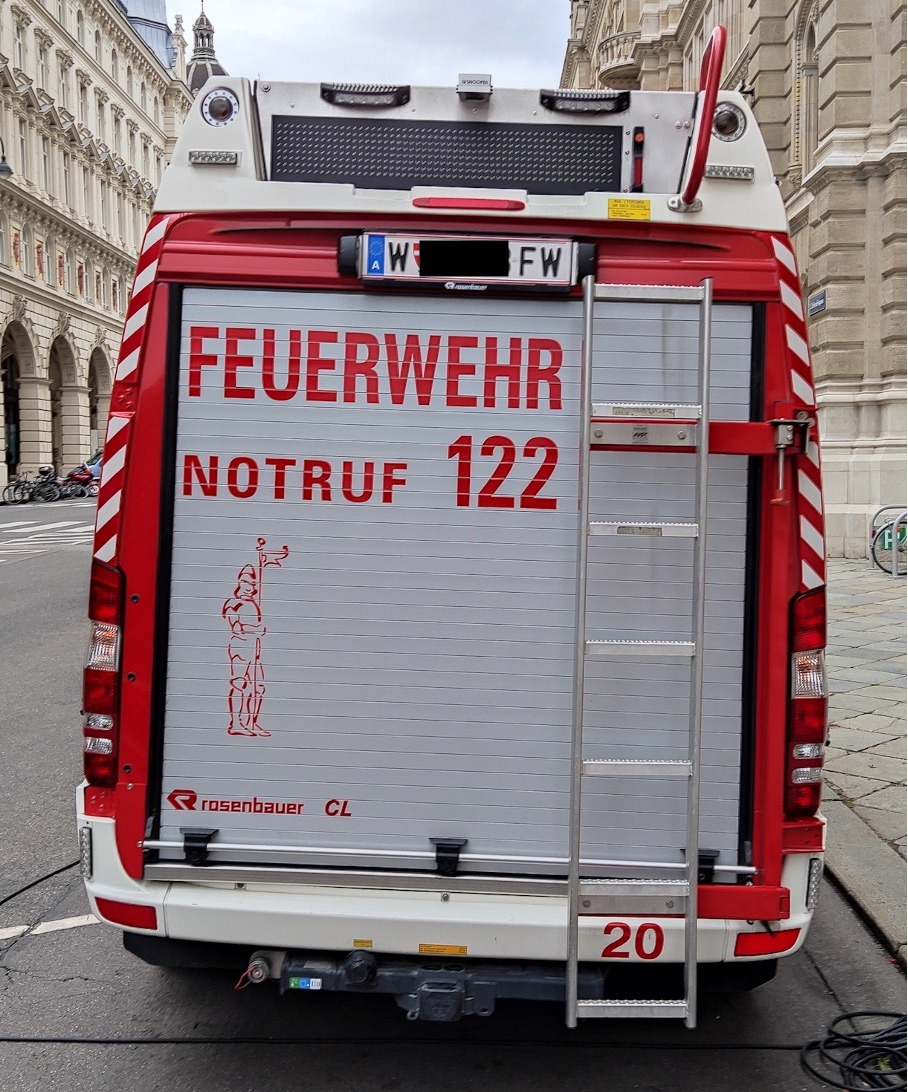
Fahrzeuge der Rathauswache mit dem Bild des Wiener Rathausmannes

## Symbol
Vergoldet und wesentlich kleiner und leichter dient er unter dem Namen Goldener Rathausmann als Auszeichnung der Stadtverwaltung für Personen mit besonderen Verdiensten. Noch kleiner und als Anstecknadel tat er Dienst als Maiabzeichen beim traditionellen Maiaufmarsch der Wiener Sozialdemokraten auf dem Rathausplatz. Der Bürgerdienst der Stadt Wien nutzt den als strahlenden Helden dargestellten Rathausmann als Logo auf Prospekten, Plakaten und Informationsbroschüren. Auf den Fahrzeugen der Wiener Rathauswache befindet sich immer ein Bild des Rathausmannes.